# Лое-Рікельсгоф
Лое-Рікельсгоф (нім. Lohe-Rickelshof) — громада в Німеччині, розташована в землі Шлезвіг-Гольштейн. Входить до складу району Дітмаршен. Складова частина об'єднання громад КЛГ-Гайдер-Умланд.
Площа — 5,39 км2. Населення становить 2097 ос. (станом на 31 грудня 2020).

## Галерея

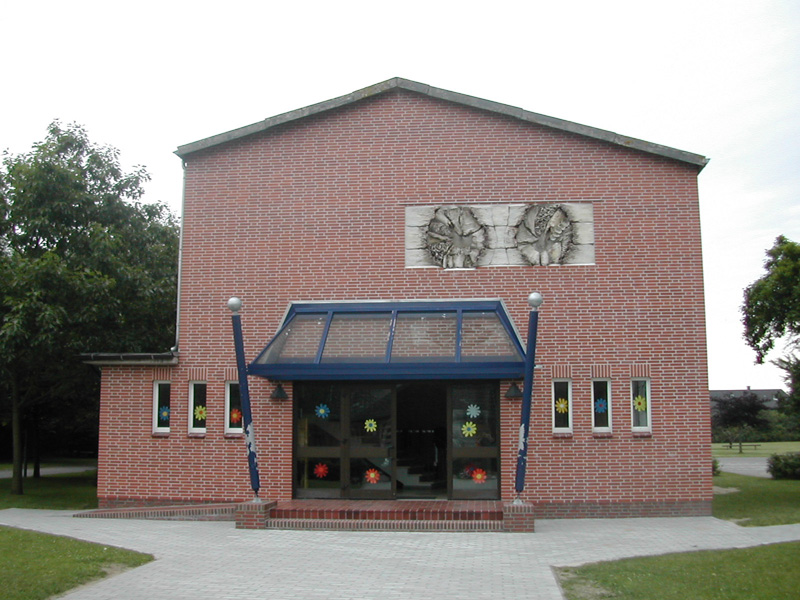